# جون فرنسيس جاكسون
جون فرنسيس جاكسون (بالإنجليزية: John Francis Jackson)‏ هو طيار أسترالي، ولد في 23 فبراير 1908 في بريزبان في أستراليا، وتوفي في 28 أبريل 1942 في بورت مورسبي في بابوا غينيا الجديدة بسبب قتل في المعركة.